# Find Me a Girl
Find Me A Girl è un brano scritto da Kenneth Gamble e Leon Huff ed interpretato per la prima volta dal gruppo musicale statunitense The Jacksons nel 1977 nell'album Goin' Places. La canzone fu estratta come quarto ed ultimo singolo nel 1977, solo negli Stati Uniti.

## Tracce
1. Find Me a Girl (Single Edit) – 3:38 (Kenneth Gamble, Leon Huff)
2. Different Kind of Lady (Edit) – 3:40 (The Jacksons)